# Axel Carlander
Axel Christopher Carlander, född den 23 september 1869 i Göteborg, död den 17 april 1939 i Göteborg, var en svensk industriman, affärsman och politiker. Han, liksom hans far Johan Christopher Carlander, svarade även för betydande donationer till olika samhällsfunktioner i Göteborg.

## Biografi
Efter förberedande skolgång i Bengt Carl Rodhes skola var Axel Carlander elev vid Högre latinläroverket 1881-84 samt utexaminerades vid Göteborgs handelsinstitut 1886. Han bedrev därefter handelsstudier i Tyskland 1886, i England 1890-1891 och studier i andra länder i samband med en jordenruntresa 1891–1893. Från 1887 var Carlander anställd i handelsfirman Johansson & Carlander samt delägare från 1894.
Carlander var biträdande direktör åren 1892–1921 och verkställande direktör 1921–1939 i företaget Gamlestadens Fabrikers AB, vars fabriksrörelse 1891 hade bildats ur Johansson & Carlander. Han arbetade där vid sidan av sin far Christopher Carlander. Axel Carlander var verksam inom en mångfald områden och var tillsammans med sin far med och grundade Svenska Kullagerfabriken (SKF) 1907. Han var styrelseordförande i SKF 1907–1937, vice ordförande i styrelsen för Rederi AB Sverige-Nordamerika 1914–16 (från 1925 AB Svenska Amerika Linien), verkställande direktör från den 25 juli 1925 och ordförande 1916–35. 
Den 21 januari 1915 tog Carlander initiativet till det som kom att bli Jubileumsutställningen i Göteborg 1923 genom att lämna in en motion i ärendet till stadsfullmäktige. Carlander var vidare ledamot av styrelsen för AB Volvo 1917-26 och satt i styrelsen för Skandinaviska Kredit AB åren 1907–1932, varav som vice ordförande 1917–1926 och som ordförande 1926–1932. Han var ledamot av Göteborgs handelskammare 1906–1914 och 1920–1935, varav som ordförande 1924–1935, och ordförande i Göteborgs hamnstyrelse 1913–1928. Axel Carlander var initiativtagare till grundandet av Göteborgs handelshögskola 1923 och satt som ledamot där 1907–1937 varav som vice ordförande 1930–37. 
Axel Carlander var ordförande i Carlanderska sjukhemmet 1916–1939, vilket hade grundats genom omfattande donationer 1916–1921 av Christoffer (över 3 miljoner kronor, motsvarande cirka 55 miljoner i dagens penningvärde) och Axel Carlander (över 400 000 kronor, motsvarande över 7 miljoner), samt ledamot av Göteborgs stadsfullmäktige 1901–31 mars 1919 och 1923, som vice ordförande under åren 1907–09 och som ordförande 1910–31 mars 1919 samt 1923.
Carlander blev 1923 ledamot av Kungliga Vetenskaps- och Vitterhetssamhället i Göteborg, där han 1936 stiftade fonden ”Axel Carlanders fond” genom en donation på 10 000 kronor.
Axel Carlanders många kontakter inom Göteborgs näringsliv, bankväsende och i stadens ledande styrelseskikt var en stor tillgång för SKF speciellt under uppbyggnadsskedet och hans obrutna tid som styrelseordförande i SKF under 30 år vittnar om en person som företagets aktieägare hade ett mycket stort förtroende för.
Carlanders tystlåtenhet var ryktbar, ”jag har aldrig träffat någon som kan tiga som han, tigandet gjorde rent av intryck av aktiv verksamhet” hävdar Viktor Johansson, sekreterare i Kungliga Vetenskaps- och Vitterhetssamhället i Göteborg från 1937.
Med tiden blev Carlander mycket rik, och några år före sin död uppgick hans förmögenhet till 2 204 000 kronor, motsvarande cirka 65 miljoner i 2010 års penningvärde.

### Övriga uppdrag

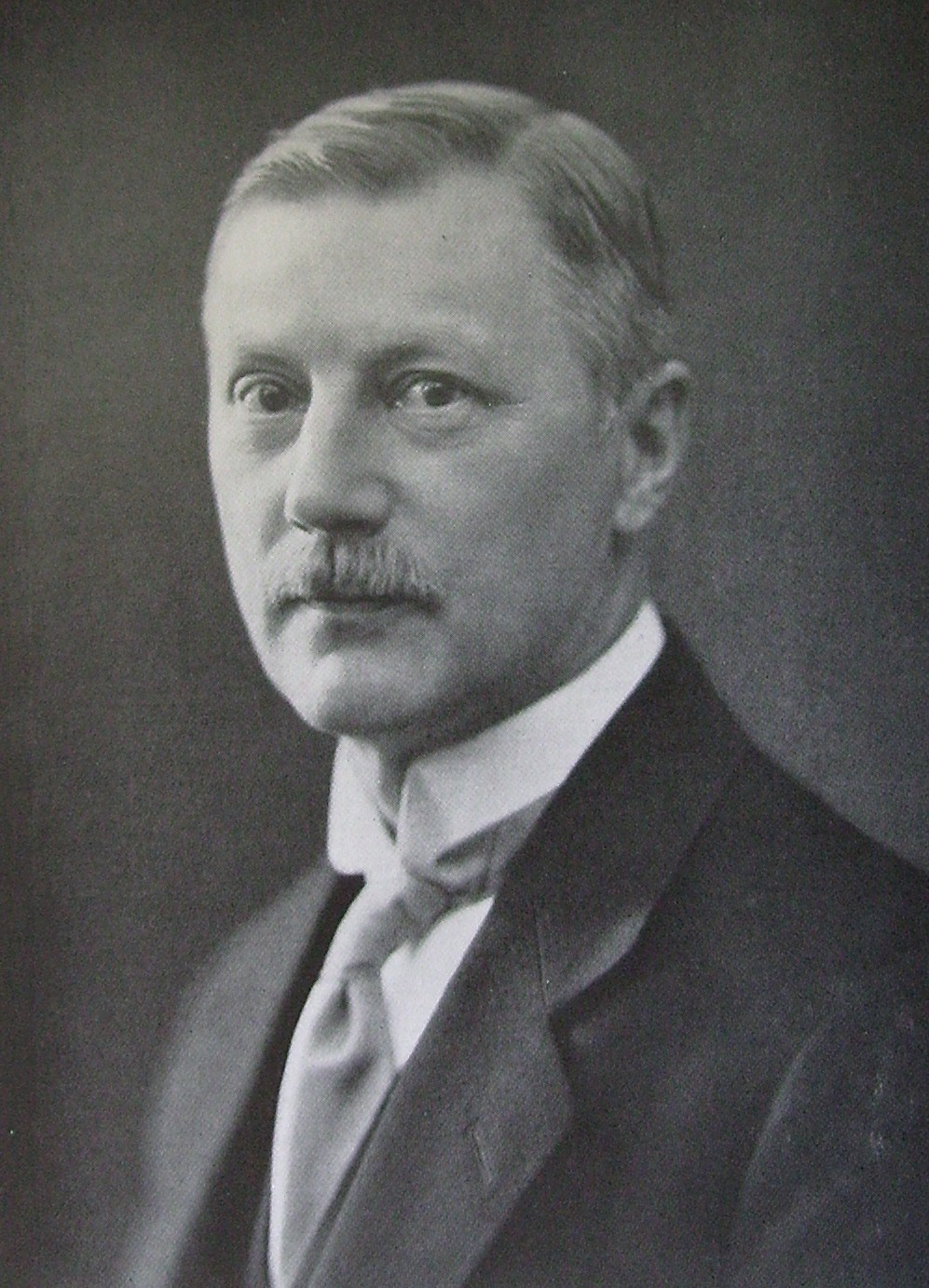
Axel Carlander

Axel Carlander var ledamot av styrelsen för Göteborgs och Bohus Läns Sparbank 1907-09, stiftare och ledamot av styrelsen för AB Svenska Mexiko Linien 1911–35, varav som vice ordförande 1911–28 och ordförande 1928–35, ledamot av styrelsen för Bergslagernas Järnvägs AB 1912–20, ledamot av styrelsen för Brand- och Livförsäkrings AB Svea 1914–35, varav som ordförande 1919–35, ordförande i styrelsen för Dala Västra Värmlands Järnvägs AB, Hofors AB och Svenska Oljeslageri AB. Han var ledamot av överstyrelsen för Sveriges privatanställdas pensionskassa, ledamot av styrelsen för Gössäters Bruks AB 1894–98, av styrelsen för Silkefabriks AB 1906–19, av styrelsen för Svenska Bomullsspinneriernas Import AB 1915–22, av styrelsen för Fastighets AB Gamlestaden 1916–20, av styrelsen för Nydqvist & Holm AB i Trollhättan 1916–18, av styrelsen för AB Original Odhner 1918–39 och av styrelsen för AB Broströms Linjeagentur och Svenska Amerikalinjens Fastighets AB 1926–39. Han var stiftare och ledamot av styrelsen för Wald. Zackrissons Boktryckeri AB i Göteborg 1901–11 och av AB Mathilda Halls skola 1906–24. 
Carlander var ledamot av järnvägsrådet 1908–13, av kommittén för jordvärdestegringsskatt 1909, av delegationerna vid internationella växelrättskonferenserna i Haag 1910 och 1912, av handelsrådet 1919–35, ledamot av styrelsen för pensionsinrättningen för ålderstigna och sjukliga tjänare 1889–1911, av folkskolestyrelsen 1900–03, av slakthusstyrelsen 1903–09, av styrelsen för Göteborgs stadsbibliotek 1905–10, av styrelsen för Svenska stadsförbundet 1908–21, varav som vice ordförande 1918–21, av egnahemsnämnden 1907–10, av styrelsen för Röhsska konstslöjdmuseet 1909–10, av styrelsen för konsul Johan E. Ekmans gåvofond för inrättande av handelshögskolekurser 1914–21 och av styrelsen för Handelshögskolan i Göteborg 1921–37, varav som vice ordförande 1925–37, ledamot av byggnadskommittén för uppförande av slakthus 1901–06, av valnämnden för tillsättning av förste stadsläkare 1904, av budgetberedningen 1905–19, av kommittén för Örgryte kommuns införlivning med staden 1908–17, av delegationen vid konstituerande möte med Svenska stadsförbundet 1908, av beredningen för förbättrad organisation av stadens förvaltning 1909–12, av kommittén för mottagande som stadens gäster av kommunalmän från London och Paris 1909–10, av beredningen för resande av minnesvård på Charles Felix Lindbergs grav och byst av Peter Wieselgren 1909–11, av beredningen för en minnestavla på residensbyggnaden till erinran om Karl X Gustavs död 1910, av beredningarna för användning av Wilh. Röhss utdelningsfonder 1910–11 och 1919, av kommittén för Charles Felix Lindbergs donationsfond 1912–15. 
Axel Carlander var ledamot av beredningen för behandling av förslag till anslag ur Renströmska fonden 1912–13, av beredningen för utdelning ur Charles Felix Lindbergs donationsfond 1912, av beredningen för ändring av stadens fastighetsförvaltning 1913–14, av delegatlönerna för upptagande av obligationslån 1913 och 1917, av delegationen vid Svenska stadsförbundets kongress i Malmö 1915, av beredningen för högtidlighållande av 300-årsminnet av stadens grundläggning 1915–30, av kommittén för daglig förbindelse mellan Sverige och England 1916–19, av beredningen för ordnande av Götaplatsen och området däromkring 1917–25 och av delegationen vid invigningen av Stockholms stadshus och den i samband därmed hållna konferensen mellan de större nordiska städerna 1923. Han var huvudman för Göteborgs Sparbank 1925–37, revisor för gasverket 1896–97, för Göteborgs högskola 1897 och för kommittén för uppförande och inredande av stadsbibliotekets nybyggnad 1901. Carlander var ledamot av styrelsen för August Abrahamsons stiftelse i Nääs 1908–16, av styrelsen för Göteborgs högskola från 1910, av styrelsen för Baltiska utställningen i Malmö 1914, av styrelsen för Sveriges allmänna exportförening 1915–35 och av styrelsen för 22:dra allmänna svenska lantbruksmötet i Göteborg 1923 samt ordförande i Riksförbundet för Sveriges försvar.

## Familj

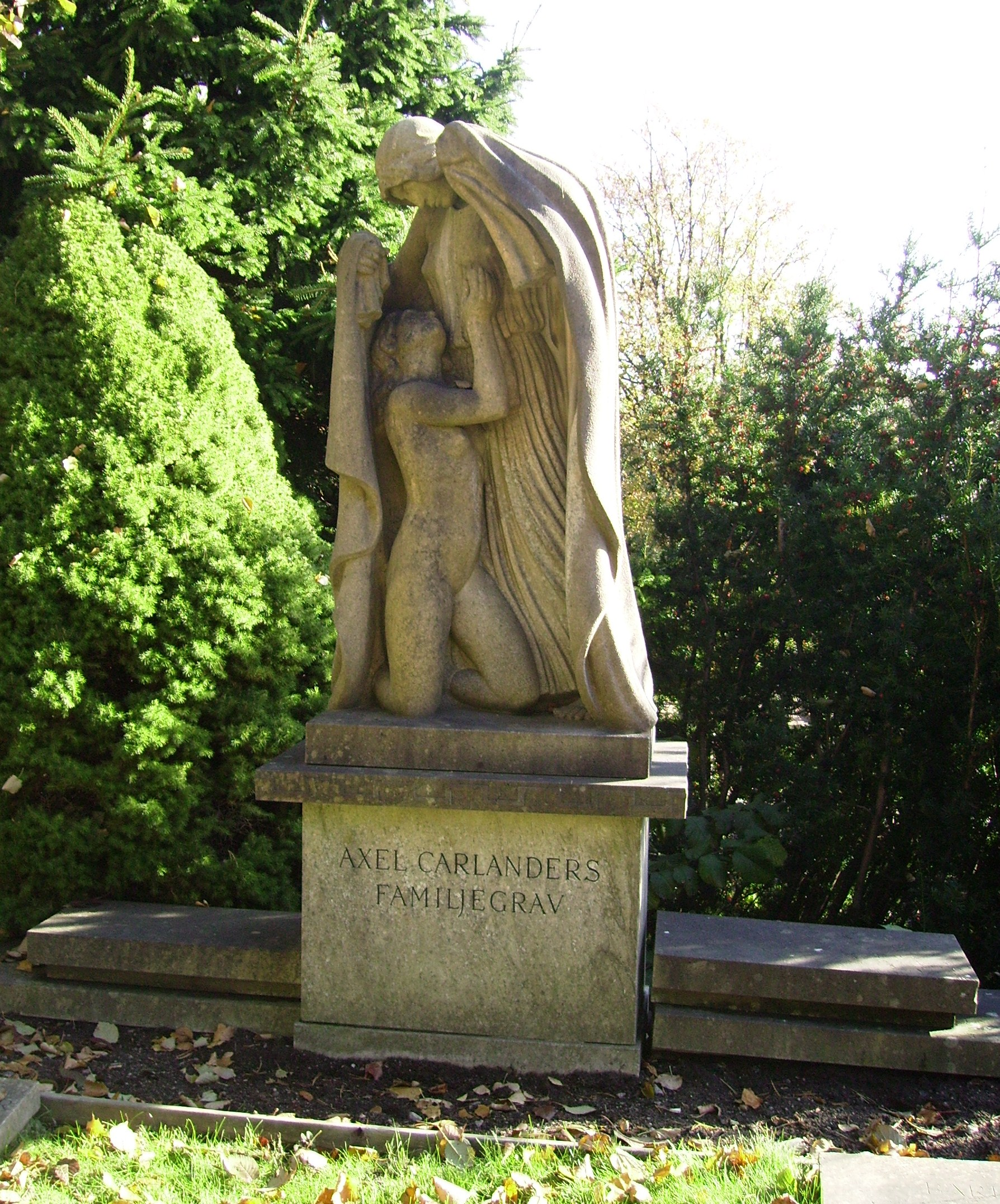
Axel Carlanders familjegrav på ”Rikemanskullen” på Östra kyrkogården.

Axel Carlanders föräldrar var Johan Christopher Carlander (1838–1926) och Isabella, född Bourn (1845–1939) i Stockholm. Han växte upp i föräldrahemmet i Sahlgrenska huset vid Norra Hamngatan 14 i Göteborg, vilket ägdes av firman Johansson & Carlander 1873-1905 och som hade sitt kontor i fastigheten. Axel Carlander gifte sig 4 januari 1899 i Stockholm med Hedvig Elisabeth, född Hildebrand (1875–1961), dotter till riksantikvarie Hans Hildebrand och Elin Maria Charlotta, född Martin. Gemensamma barn: Bertil Hildebrand–Carlander, född 1900 i Göteborg. Han anställdes på SKF 1920 med ansvar för Balkan, Östeuropa, USA, Canada och Belgien fram till 1931, då han blev försäljningsdirektör i Göteborg; Maja (1904–1982), gift med kommendörkapten Erik Wetter och Gerd (född 1908), gift med doktor Nils Ebbe Cronberg.
Familjen Carlander lät 1914 uppföra den Carlanderska villan vid Lyckans väg 4 i Lorensbergs villastad i stadsdelen Lorensberg, ritad av Arvid Bjerke. Villan hade en grind i trädgården som under Jubileumsutställningen i Göteborg 1923, utnyttjades till att leda direkt in i utställningsområdet, vilket var praktiskt både för familjen Carlander och för de kungliga gästerna som bodde hos dem. Villan blev tillbyggd 1930 och då fru Carlander gick bort 1961 inhystes så småningom Hypoteksföreningen i huset.
Axel Carlander tillhörde en släkt av näringsidkare, i Göteborg främst genom Christopher Carlander (1759–1848) som blev stadsfysikus i Göteborg den 12 juli 1793 (avgick 1814) och snart en centralfigur inom den akademiska världen. Han var innan dess Medicine Doktor och Adjunkt vid publique accouchementshuset i Stockholm. Christopher Carlander var farfars farbror till Axel Carlander.

### Släkten Carlander
Släkten Carlander härstammar från Karleby socken i Västergötland, där stamfadern Jan Andersson levde. Dennes son Olof (1669–1740) var kyrkoherde och antog namnet efter födelsesocknen. Olof Carlanders son Asmund Carlander (1719–1770) var kyrkoherde i Yllestad och gift med Christina Rydell. De blev far till kyrkoherden i Hova församling, Olof Carlander (1760–1820), farfarsfar till artikelns Axel Carlander.

## Utmärkelser
- Stadsfullmäktige i Göteborg överlämnade 2 maj 1924 en minnesmedalj till Carlander i guld och i 18:de storleken. Medaljen var präglad av O. Strandman i endast ett exemplar.[4]
- Axel Carlander samt fadern Christopher har fått ge namn åt en gata, en plats och en stig i stadsdelarna Krokslätt och Johanneberg i Göteborg; Carlandersgatan (1923, men uppgick redan 1929 i Carlandersplatsen), Carlandersplatsen (1929) och Carlandersstigen (1932).[24]
- Övriga: Kommendör av första klass av Nordstjärneorden (1912); Kommendör av första klass av Vasaorden (1908); av andra klass den 3 maj 1915;[25] Kungliga Danska Dannebrogsorden av Första graden; Kommendör av Finlands Vita Rosorden av Första klass; Ros, KNS:tOO1kl., Kommendör av Franska Hederslegionsorden; ledamot av Vetenskaps- och vitterhetssamhället i Göteborg. Hedersledamot av Göteborgs nation i Uppsala.[26]